# 徐子未
徐子未（1996年11月3日—），中國大陸男歌手，出生於天津市，畢業於天津師範大學新聞傳播學院專業，所屬經紀公司為愛貝克思avex。他於2021年參加愛奇藝偶像男團競演養成類真人秀節目《青春有你3》正式出道。

## 經歷
2016年，获得天津师范大学校园文化艺术节校园“十佳歌手”大赛一等奖。
2021年1月，以訓練生身份参加愛奇藝偶像男團競演養成類真人秀《青春有你》第三季。他在初評級舞台演唱了梁靜茹的歌曲《慢冷》，被李榮浩誇讚聲音很有特色，并獲得了A等級的評價。
2021年11月，与灵超、胡春杨、庆怜、奥斯卡、张星特、吴海一同参加百视TV推出的《最好的舞台秋日限定》。
2023年，参加腾讯视频音乐竞技真人秀节目《舞台2023》，并成功晋级半决赛。
2023年10月，正式发行首張個人原創專輯《背面》。

## 音樂作品

### 个人专辑
| 专辑       | 日期           | 發行公司 | 曲目 | 備註             |
| 《小回音》 | 2022年12月23日 | 爱贝克思 | 1. 别说以后 2. 种种 3. 黑咖啡 4. 盛夏手持扇 5. 将功补过 6. 水波纹那样的爱 7. 煽情 8. 凌晨十二点 9. 我不是故意 10. 无人之境                                |                  |
| 《背面》   | 2023年10月16日 | 爱贝克思 | 1. 背面 2. 孤獨行星 - Full Version 3. 花不語 4. 零或一 5. 落差 6. 我知道你不是不經意 7. 風拂過青春曲折 8. 或許咖啡還不夠濃 9. 花海在哪裡 10. 迎著晨光離開 | 首張個人原創專輯 |

### 個人單曲
| 曲目               | 日期           | 作詞                                                     | 作曲                                     | 制作人        | MV導演 |
| 《北極的企鵝》     | 2021年8月25日  | 陳憶中                                                   | 韋禮安                                   |               | 閔泰之 |
| 《模仿》           | 2021年10月13日 | 姚若龍                                                   | 陳小霞                                   | 德田善久      | 閔泰之 |
| 《世界所有的星星》 | 2022年4月19日  | Matt Kali、Alexander James、Lauren Evans、陈静楠 Benny C | Matt Kali, Alexander James, Lauren Evans |               | 閔泰之 |
| 《我在你的未来吗》 | 2022年11月16日 | 张鹏鹏/徐汐萌                                            | 何山                                     | 周品@基本节奏 |        |

### 受邀合作單曲
| 曲目               | 日期         | 歌曲                             | 備註         |
| 《夜空中最亮的星》 | 2021年7月3日 | 改編自逃跑計劃《夜空中最亮的星》 | 與新華網合作 |

## 綜藝節目

### 《青春有你3》
| 播出年份 | 期數     | 環節                 | 歌曲           | 原唱     | 備註                         |
| 2021年   | 第3期上< | 初等級舞台           | 《慢冷》       | 梁靜茹   | 等級A                        |
| 2021年   | 第4期上  | 位置測評舞台         | 《燕尾蝶》     | 梁靜茹   | 小組排名一，個人投票全場第一 |
| 2021年   | 第8期下  | 特別公演我想舞台考核 | 《成長之重量》 | 李榮浩   | 小組排名一                   |
| 2021年   | 第12期下 | 第二次公演小組對決   | 《偷偷》       | 蔡鶴峰   | 小組排名一，個人投票全場第一 |
| 2021年   | 第17期上 | 第三次公演主題考核   | 《沙溺》       | 原創歌曲 |                              |
| 2021年   | 第22期上 | 導師合作舞台         | 《不遺憾》     | 李榮浩   | C位                          |

### 《舞台2023》
| 播出年份 | 期數       | 環節                       | 歌曲                 | 原唱     | 生存模式 | 排名 | 備註                 |
| 2023年   | 第一至二期 | 舞台生存第一戰：內測       | 《風箏》             | 孙燕姿   | 冒險者   | 22   |                      |
| 2023年   | 第三期     | 第一場公測：雙人舞台       | 《成·人》            | 原創歌曲 | 挑戰者   | 13   | 与吳垚滔组成子滔组合 |
| 2023年   | 第四至五期 | 第二場公測：用你的歌打敗你 | 《今後我與自己流浪》 | 張碧晨   | 平凡者   | 7    |                      |
| 2023年   | 第六至七期 | 第三場公測：聯盟之戰       | 《昨日青空》         | 尤長靖   | 挑戰者   | 6    | 吳人垚滔汰聯盟       |
| 2023年   | 第八至九期 | 第四場公測：酸甜8分钟      | 《我们》             | 陈奕迅   | 挑战者   | 9    | 与李佩玲合作舞台     |
| 2023年   | 第八至九期 | 第四場公測：酸甜8分钟      | 《归零》             | 林忆莲   | 挑战者   | 9    | 与李佩玲合作舞台     |

### 《我们的歌 (第五季)》
| 播出年份 | 期數   | 環節     | 歌曲       | 原唱     | 选择结果 | 備註               |
| 2023年   | 第一期 | 盲选配对 | 《流沙》   | 陶喆     | 配对失败 | 与光良、陈卓璇合唱 |
| 2023年   | 第一期 |          | 《花不语》 | 原創歌曲 |          |                    |